# Петър Танчев (търговец)
Петър Танчев (около 1800 – 1875) е български търговец и обществен деец от Търново, активен през периода на Българското възраждане. Известен е с развитието на търговски връзки по Черно море и Дунав, както и с дарителската си дейност за български училища и църкви.

## Биография
Петър Танчев се ражда в Търново около 1800 г. Произхожда от семейство с търговски традиции. От ранна възраст участва в семейните предприятия и през живота си разширява търговските си мрежи в Черноморския регион и Дунавските пристанища.

## Търговска дейност
Танчев търгува основно със зърнени култури, кожи, текстил и вино. Поддържа бизнес контакти с градове като Варна, Галац, Браила и Одеса, използвайки съвременни банкови и транспортни практики, които подпомагат разрастването на търговията.

## Обществена дейност
Танчев е активен дарител и общественик. Според архивни данни той е сред главните спонсори за строежа и поддръжката на читалището в Търново, както и на редица училища и църкви в региона.

## Исторически контекст
Периодът, в който действа Петър Танчев, е време на бързи икономически и социални промени в българските земи под властта на Османската империя. Търговците от градове като Търново, Свищов и Русе изграждат широка мрежа от контакти по река Дунав и Черно море, което подпомага не само икономическото развитие, но и националното възраждане.
Търговската дейност е съпроводена от нарастваща обществена активност – много търговци се включват в подпомагането на просветата, културата и църковното строителство. Те стават важни фигури в борбата за национално освобождение, като подпомагат финансово и организационно различни инициативи.
Този период бележи преход от традиционна към по-модерна икономика, в която навлизат нови финансови инструменти, банкиране и застраховане, а българските търговци заемат ключово място в този процес.[недостатъчно източници (Повече източници са поискани преди 10 дни)]